# Nicholas B. Doe
Nicholas Bartlett Doe (* 16. Juni 1786 in New York City; † 6. Dezember 1856 in Saratoga Springs, New York) war ein US-amerikanischer Jurist und Politiker. Er vertrat in den Jahren 1840 und 1841 den Bundesstaat New York im US-Repräsentantenhaus.

## Werdegang
Nicholas Bartlett Doe wurde ungefähr drei Jahre nach dem Ende des Unabhängigkeitskrieges in New York City geboren. Er graduierte an der Phillips Exeter Academy in Exeter (New Hampshire). Dann studierte er Jura. Nach dem Erhalt seiner Zulassung als Anwalt begann er zu praktizieren. Er ließ sich im Saratoga County nieder. Politisch gehörte er der Whig Party an. Er wurde in einer Nachwahl am 7. Dezember 1840 im elften Wahlbezirk von New York in das US-Repräsentantenhaus in Washington, D.C. gewählt, um dort die Vakanz zu füllen, die durch den Tod von Anson Brown entstand. Nach dem 3. Dezember 1841 schied er wieder aus dem Kongress aus. Danach ging er wieder seiner Tätigkeit als Anwalt nach. Er war 1841 als Trustee in der Village von Waterford im Saratoga County. Am 6. Dezember 1856 starb er in Saratoga Springs und wurde auf dem Greenridge Cemetery beigesetzt.